# Будівництво ГУШОСДОРА МВД № 1 і ВТТ
Будівництво ГУШОСДОР МВС № 1 і ВТТ — підрозділ, що діяв у структурі Головного управління виправно-трудових таборів Міністерства внутрішніх справ СРСР (ГУЛАГ МВС).
Час існування: організований 12.10.49;

закритий 29.04.53 (таб. підрозділи передані в Баковський ВТТ).

## Підпорядкування і дислокація
- ГУШОСДОР

Дислокація: Курська область, м. Обоянь з 12.10.49 — не раніше 10.02.50;

Українська РСР, Ворошиловградська область, м.Красний Луч з 1950 р. — не раніше 03.01.52 ;

м. Москва, Сокольничеський вал, б. 37 на 27.02.53

## Виконувані роботи
- реконструкція дороги Москва-Харків на ділянці Курськ-Харків ,
- будівництво дороги Київ — Харків — Ростов-на-Дону на ділянці Дебальцеве — Ново-Шахтинськ,
- будівництво автодоріг в Московській обл. , у тому числі ділянок: Наугольне-Жукліно, Дмитров-Рогачово, Дмитров-Кузнецово, Селевкіно-Голіцино, Клин-Рогачово, Клин-Караваєво, моста через р. Москву біля м.Воскресенськ

## Чисельність з/к
- 01.12.49 — 904,
- 01.01.50 — 1798,
- 01.01.51 — 4602,
- 01.01.52 — 4709,
- 01.01.53 — 4334